# Ulpiano Páez
Ulpiano Páez (Guanujo, Provincia de Bolívar, Ecuador; 1854 - Quito; 28 de enero de 1912) fue un militar ecuatoriano que formó parte de la Revolución Liberal.

## Biografía
Nació en Guanujo, Provincia de Bolívar en el año 1854. Realizó sus primeros estudios bajo la tutela del Dr. Andrés Acosta y posteriormente ingresó a la Universidad de Quito para realizar sus estudios superiores, permaneciendo allí hasta que Gabriel García Moreno la clausuró en 1869.
Tras tener buena vocación militar, ingresó a la Brigada de Artillería, donde gracias a su estilo que lo caracterizaba, alcanzó el grado de sargento primero encargado de la Compañía en 1870. En 1875 después del asesinato de Gabriel García Moreno y tras alcanzar el grado de subteniente fue trasladado a Guayaquil bajo las órdenes del coronel Teodoro Gómez de la Torre y al año siguiente, cuando este se separó de la Comandancia de Armas fue promovido al grado de teniente.
En 1882 después de que el general Ignacio de Veintemilla restableciese su segunda dictadura de gobierno fue promovido al grado de capitán y bajo esta designación defendió la Plaza de Quito hasta que esta cayó en manos de Ezequiel Landázuri, Francisco Javier Salazar y Pedro Ignacio Lizarzaburu.
El 5 de julio de 1895 cuando la Revolución liberal de Ecuador comandada por Eloy Alfaro salió triunfante, se incorporó al ejército liberal en Guayaquil y comando la Primera División que peleó en Gatazo. Luego asistió a toda la campaña, la cual fue destinada a imponer la ideología liberal y para consolidar la Jefatura Suprema del general Eloy Alfaro en toda la República del Ecuador. Durante el gobierno de la Revolución Liberal prestó importantes servicios al país en el desempeño de varios cargos públicos como Ministro de Guerra e Intendente General de Policía. En 1911 después de la caída de Eloy Alfaro buscó asilo en el Ministerio de Brasil, el cual le fue concedido, logrando alojarse hasta que el nuevo gobierno le extendió un pasaporte para que pudiera viajar a Europa. Sin embargo regresó a Ecuador a principios de 1912 para encontrarse con el general Pedro Jacinto Montero, que se había proclamado Jefe Supremo de Guayaquil.

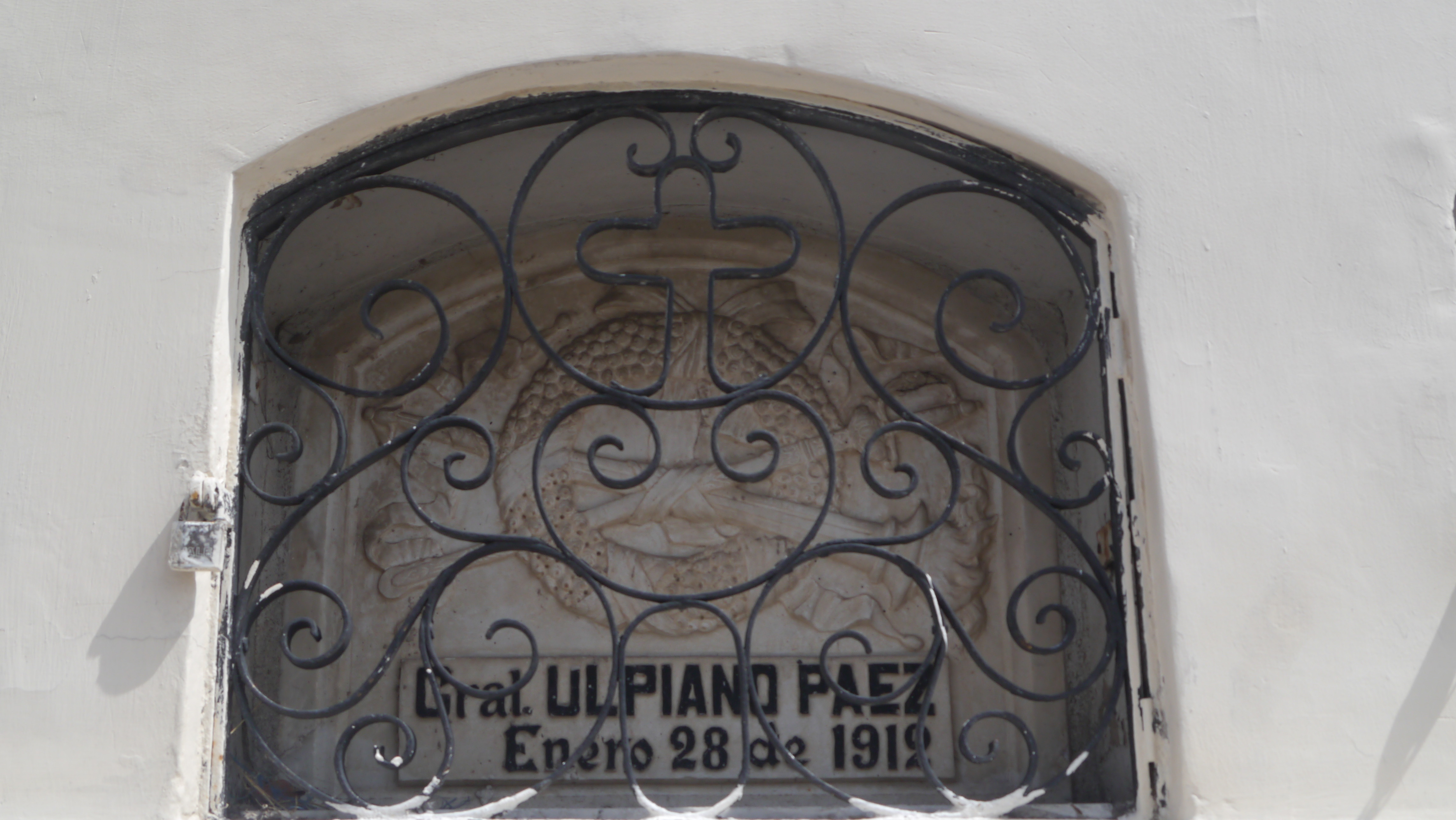
Tumba en el Cementerio de San Diego

Aunque pudo salvarse cuando la Revolución Liberal fue derrotada en los combates de Huigra, Naranjito y Yaguachi, terminó siendo otra víctima del cruento Asesinato de los Héroes Liberales, perpetrado en Quito el 28 de enero de 1912.

## Honores
- En la ciudad de Chone existe una calle que tiene el nombre de Ulpiano Páez.[2]
- El aeropuerto de Salinas, también lleva su nombre en su honor.[3]
- En Quito también existe una calle que lleva el nombre de Ulpiano Páez.[4]